# Maloarchangel'sk
Maloarchangel'sk (anche traslitterata come Maloarhangel'sk, Maloarkhangel'sk o Maloarkhangelsk) è una cittadina della Russia europea sudoccidentale, situata nell'Oblast' di Orël, 81 chilometri a sud del capoluogo Orël, capoluogo del Maloarchangel'skij rajon.
La cittadina risale al XVII secolo, quando venne fondato il villaggio di Archangel'skoe (russo, Архангельское); nel 1778, per decreto della zarina Caterina II, le venne concesso lo status di città e le venne dato il nome di Malyj Archangel'skij (russo, Малый Архангельский; malyj=piccolo, archangel'=arcangelo), che divenne successivamente Maloarchangel'sk.

## Geografia fisica

### Clima
La città di Maloarchangel'sk ha un clima continentale freddo.

## Società

### Evoluzione demografica
Fonte: mojgorod.ru
- 1897: 7.785
- 1939: 3.497
- 1970: 3.000
- 1989: 4.294
- 2002: 3.962
- 2010: 3.620
- 2018: 3.276